# Bacchisa unicoloripennis
Bacchisa unicoloripennis là một loài bọ cánh cứng trong họ Cerambycidae.